# Siège de Thessalonique (676-678)
Pour les articles homonymes, voir Siège de Thessalonique.
Le siège de Thessalonique de 676 à 678 constitua une tentative des tribus slaves voisines pour s’emparer de la cité byzantine de Thessalonique profitant du fait que les autorités de Constantinople devaient faire face au premier siège arabe de la capitale. Les évènements marquant de ce siège sont décrits dans le second livre des  Miracles de saint Demetrios.

## Contexte historique

Carte des Balkans au VI.

Sous le règne de Justinien Ier (r. 527 - 565), des tribus slaves, les Sclavènes, étaient apparues aux frontières de l’empire sur le Danube . Elles firent des incursions dans l’empire  ravageant la Thrace en 545-546, l’Illyrie en 548, et les deux provinces en 550. Certaines de ces tribus s’installèrent à demeure dans l’empire où elles tomberont à partir des années 560 sous la coupe d’un nouvel envahisseur, les Avars, qui vers la fin de la décade contrôleront la steppe de la Volga au Danube exploitant d’autant plus facilement les populations rurales sédentaires que les Sclavènes ne formaient pas un groupe homogène mais étaient divisés en une foule de clans ne reconnaissant aucune autorité supérieure. Les raids slaves et avars iront croissant en même temps que l’implantation de colonies de peuplement, en particulier après la capture par les Avars de cités fortifiées byzantines. Dans les années 580, alors que les Byzantins devaient se consacrer uniquement à leur guerre avec les Perses, Avars et Slaves s’enfoncèrent de plus en plus profondément dans les Balkans et le sud de la Grèce. Ces deux décennies devaient voir le début d’une colonisation massive de l’arrière-pays balkanique par les Sclavènes .
Ayant réussi à conclure la paix avec son adversaire perse Khosro en 591, l’empereur Maurice (r. 582-602)  put se tourner vers les Balkans et lancer une série de controffensives qui réussirent à repousser Slaves et Avars . Ce répit fut de courte durée : l’empereur Maurice fut renversé en 602 par Phocas (r. 602-610), un officier subalterne de l'armée envoyée par l'empereur Maurice défendre la frontière du Danube contre les incursions des Avars et des Slaves. Voulant officiellement venger Maurice, Khosro partit de nouveau en guerre contre l’Empire byzantin. Cette nouvelle guerre de l’empereur Phocas contre la Perse s’étendit sur une vingtaine d’années, soit de 602 à 628. Pendant ce temps la frontière le long du Danube et de la Save que Maurice avait réussi à stabiliser s’effondra et les Balkans furent à nouveau ouverts aux raids slaves et à l’établissement de nouvelles colonies de peuplement, ces dernières se concentrant surtout dans ce qui est maintenant la Bulgarie, la Serbie, la Macédoine et une partie de la Grèce.
De telle sorte que dans les années 610, la ville de Thessalonique, deuxième plus grande cité de l’empire, était complètement entourée de colonies de peuplement slaves. Réduite à elle-même à l’intérieur de ses propres murs, elle constituait selon les mots de l’historien John Van Antwerp Fine « une ville romaine (entendre byzantine) dans un océan slave ». Le premier livre des Miracles de saint Demetros raconte les tentatives des Slaves pour s’emparer de la ville en 615 sous la conduite d’un de leurs chefs, Chatzon, puis lors d’un siège conjoint entre Avars et Slaves en 617, siège sans résultat. Vers le milieu du siècle, les colonies de peuplement slaves (sclavinies) étaient solidement implantées un peu partout à travers les Balkans.
Pendant ce temps, la guerre avait repris en Orient, cette fois contre les Arabes de  Muʿawiya Ier. Empêtré dans cette guerre, affaibli à l’intérieur par des conflits religieux et une révolte militaire, ce n’est qu’en 658 que l’empereur Constant II Héraklius (r. 641 – 668) put se tourner vers les Balkans, faire campagne en Thrace et reprendre le contrôle de nombreuses sclavinies ainsi que d’une grande partie de la Macédoine. Dans le même temps, Constant entreprit une politique de colonisation en transplantant des Slaves en Asie Mineure tandis que d'autres s'engageaient dans l'armée byzantine,.

## Causes immédiates
Le deuxième volume des Miracles de saint Demetrios décrit Perboundos, le « roi des Rhynchinoi »  comme un chef puissant ayant suffisamment assimilé la culture byzantine pour parler grec, entretenir des relations avec Thessalonique où il avait une résidence et même s’habiller à la grecque,. Selon cette source, la paix qui existait entre les Slaves et les Byzantins aurait été compromise lorsque l’éparque de Thessalonique (dont on ne mentionne pas le nom) fut informé que Perboundos planifiait s’emparer de la ville. L’éparque fit rapport à l’empereur qui ordonna l’arrestation de Perboundos. Ce dernier fut alors interpelé lors d’une visite dans la ville, mis aux fers et envoyé à Constantinople, ,.
Les Rhynchines de même qu’une autre tribu slave, celle des Strymonites qui vivaient dans la vallée du fleuve Strymon, furent profondément offensés par cette arrestation. Une délégation conjointe comprenant également des représentants de la ville de Thessalonique se rendit à Constantinople pour plaider en faveur de Perboundos, chose exceptionnelle d’après le byzantiniste Paul Lemerle qui considère qu’elle illustrait les relations  de bon voisinage existant jusqu’alors entre les autorités byzantines et les voisins même si elles les considéraient toujours comme des « barbares ». La terminologie employée dans les Miracles de saint Demetros fait clairement soupçonner que Perboundos était coupable de quelque chose puisque la délégation devait demander « la clémence » de l’empereur et non l’exonération du chef slave. L’empereur, complètement aux préparatifs de sa guerre contre les Arabes promit de libérer Perboundos une fois celle-ci terminée. Les envoyés semblent s’être satisfaits de cette réponse et retournèrent chez eux où le calme fut rétabli du moins temporairement,. La suite des choses devait cependant prouver que les craintes de l’éparque étaient fondées. Perboundos réussit à s’échapper avec l’aide d’un traducteur officiel chargé des affaires slaves. Une imposante chasse à l’homme fut organisée; l’empereur craignant une attaque slave imminente contre Thessalonique envoya prévenir la cité, donnant ordre à ses dirigeants de prendre les précautions nécessaires et d’emmagasiner des provisions en cas de siège. Au bout de quarante jours Perboundos fut découvert alors qu’il se cachait dans la propriété du traducteur. Ce dernier fut exécuté et Perboundos fut renvoyé à Constantinople pour continuer à y être détenu en confinement. Il fit une nouvelle tentative d’évasion, proclamant publiquement son intention d’organiser une révolte de toutes les tribus slaves et de s’emparer de Thessalonique. Après cet aveu public, il fut exécuté,,.

## Résistance slave et siège de la ville
Après avoir appris que leur roi avait été exécuté, les Rhynchines se révoltèrent, bientôt suivis des Strymonites et d’une autre tribu voisine, celle des Sagoudates. Nombre de tribus refusèrent cependant de se joindre à la révolte, certaines comme les Belegezites faisant même cause commune avec les Byzantins.

### Blocus de Thessalonique
La ligue slave entreprit le blocus de Thessalonique par terre et pilla les environs, chaque tribu se voyant assigné un secteur particulier : les Strymonites attaquèrent par l’est et par le nord, les Rhynchines par le sud et les Sagoudates par l’ouest. À un rythme de trois à quatre par jour, les raids par terre et par mer se poursuivirent pendant deux ans : le bétail fut emporté, l’agriculture cessa et la circulation maritime fut arrêtée. Quiconque s’aventurait hors des murs de la cité risquait d’être tué ou capturé ,. Selon l’historien Florin Curta, « les Slaves firent preuve d’une plus grande organisation que lors des sièges précédents, avec une armée dotée d’unités spécialisées d’archers et de soldats armés de frondes, de lances, de boucliers et d’épées ».
La ville ne pouvait compter sur l’aide de l’empereur, lequel devant faire face à la menace arabe en Anatolie, ne pouvait se permettre de détourner une partie de ses troupes ,. La situation fut aggravée le jour précédent le début du siège lorsque les autorités municipales décidèrent de vendre à des commerçants étrangers dont les bateaux étaient dans le port le blé stocké dans les greniers sur ordre de l’empereur à raison d’un nomisma pour sept modii. L’auteur anonyme des Miracles de saint Demetrios qui décrit longuement la détresse des habitants ne tarit pas de critiques à l’endroit des élites commerciales et politiques de la ville dont la rapacité et les politiques à courte vue conduisirent rapidement à une famine exacerbée par le manque d’eau.
La situation se détériora au point que beaucoup de citoyens firent défection et se rendirent aux assiégeants, lesquels, inquiets de la présence d’un tel nombre de  Byzantins parmi eux, les vendirent comme esclaves à d’autres tribus slaves à l’intérieur du pays. Ce n’est qu’après que quelques-uns de ces nouveaux esclaves aient pu s’échapper et retourner dans la ville pour y raconter leurs misères que les défections cessèrent. Dans ce contexte l’auteur souligne la traitrise de certains Slaves, au nord de la ville, qui sous prétexte de commercer avec les habitants massacrèrent « la fine fleur de nos plus valeureux citoyens ». Ce texte n’est pas clair. On peut y voir soit une tentative manquée de sortie par les assiégés, soit le massacre d’un groupe de citoyens ayant fait défection pour retourner chez eux. Toutefois il fait aussi ressortir qu’au moins une partie des assiégeants (d’après l’endroit, des Strymonites) entretenait des relations avec la ville et que le blocus n’était donc pas complètement hermétique.

### Arrivée d’une escadrille byzantine et assaut slave

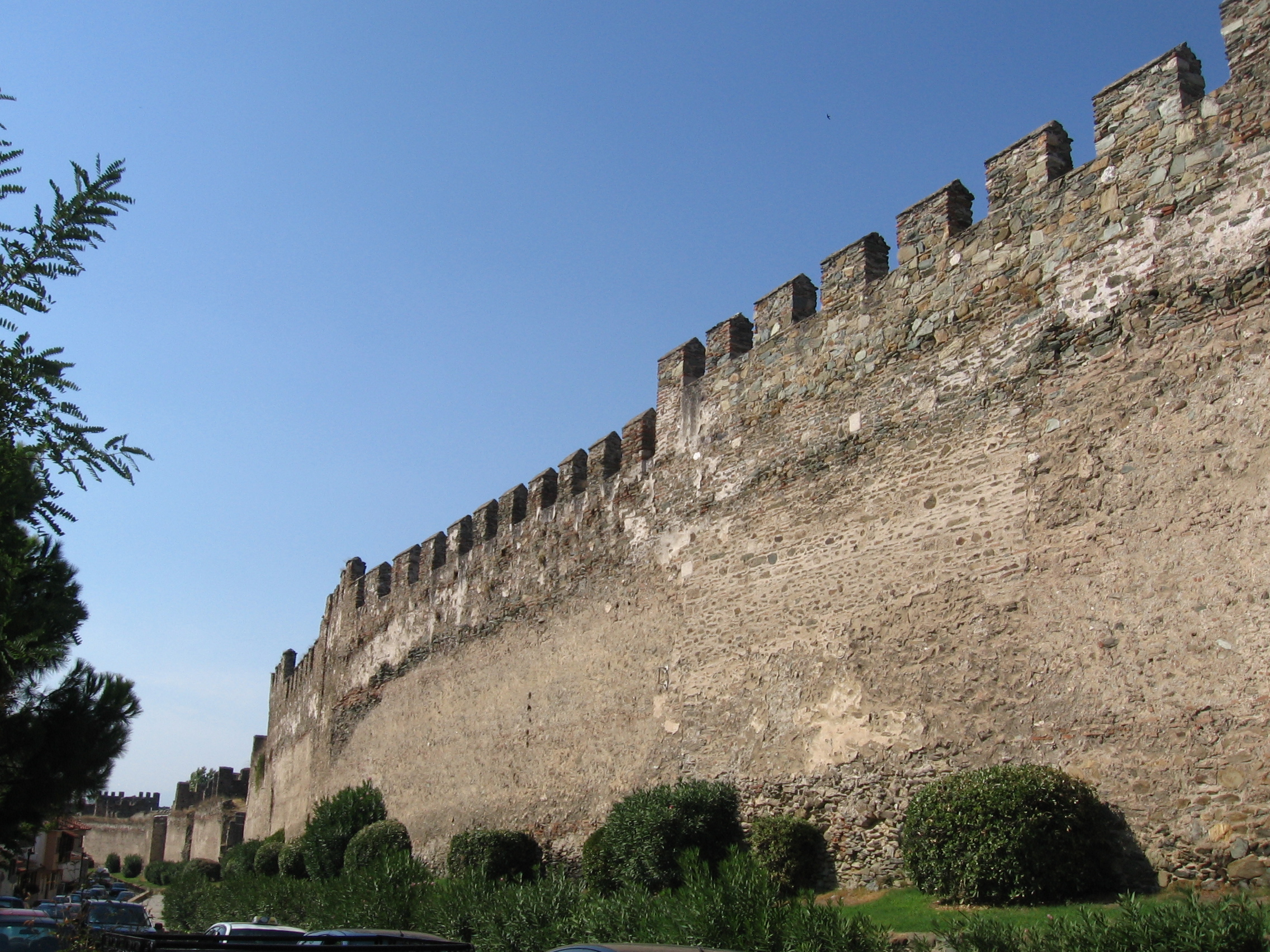
Murailles byzantines de Thessalonique.

L’arrivée d’une escadrille de dix navires de transport armés allégea la situation. Toutefois, selon l’auteur des Miracles, les marins tirèrent avantage de la situation et  vendirent à la population le blé qu’ils apportaient à des prix outrageux pendant que les autorités municipales utilisaient ces mêmes marins pour découvrir toute cache de grain dans la ville. Leur arrivée ne fut cependant pas suffisante pour empêcher les Slaves d’opérer en toute liberté aux abords de la ville attaquant quiconque, par terre ou par mer, s’aventurait hors des murs en quête de nourriture. Ce sur quoi le conseil de la ville décida de se servir de ces dix navires ainsi que de toute autre embarcation disponible, d’y faire monter ses citoyens les plus vigoureux comme équipage et d’aller chercher de la nourriture chez les Belegazites qui vivaient sur les bords du golfe Pagasétique en Thessalie.
Leur absence ne manqua pas d’être notée par les Slaves qui décidèrent d’en profiter pour lancer un assaut d’envergure contre la cité. Ils sollicitèrent l’assistance des Drougoubites, groupe de tribus vivant au nord-ouest de Thessalonique qui savaient comment fabriquer des machines de siège. On ignore si ceux-ci se bornèrent à fournir leur savoir technique ou s’ils participèrent effectivement au siège. Avec ces nouveaux appuis, les Slaves lancèrent leur assaut décisif le 25 juillet « de la cinquième indiction » (677) ,.
D’après le récit qu’en fait les Miracles, la première intervention miraculeuse de saint Demetrios obligea les Strymonites à s’arrêter et à faire marche arrière alors qu’ils se trouvaient à environ cinq kilomètres des murs de la ville. On ignore les raisons qui conduisirent à cette défection qui ne laissait plus que les Rhynchines et les Sagoudates pour supporter le poids des combats. Vu la nature hagiographique des Miracles et l’utilisation fréquente de procédés littéraires connus, il est difficile de retracer le déroulement des combats où les machines de guerre des Drougoubites ne semblent pas avoir joué de rôle particulier. Pendant trois jours, soit du 25 au 27 juillet, les Slaves lancèrent des attaques contre les murs de la ville, mais furent constamment repoussés par les défenseurs, saint Demetrios intervenant régulièrement en personne pour aider ces derniers. La plus notable de ses interventions se situa près d’une poterne située sur une place du nom d’Arktos alors qu’il apparut à pied et armé d’une massue pour repousser une attaque des Drougoubites, un fait qui permit à certains commentateurs modernes de croire que les Slaves avaient réussi à pénétrer dans la ville. Néanmoins, au soir du 27 juillet les Slaves abandonnèrent leurs assauts et se retirèrent emportant avec eux leurs morts, mais abandonnant leurs machines de sièges que les Thessaloniciens firent entrer dans la ville,. Quelques jours plus tard, l’expédition envoyée en Thessalie revenait, chargée de blé et de légumes secs.

### Expédition impériale et levée du blocus
En dépit de l’échec de leur assaut et du réapprovisionnement de la ville, les Slaves n’en maintinrent pas moins leur blocus et continuèrent leurs raids. Ils poursuivirent leurs embuscades aux abords de la cité, mais leur pression se relâcha un tant soit peu . Leur attention se tourna plutôt vers la mer et leurs pillages visèrent plutôt les navires marchands qu’ils attaquèrent non plus seulement à l’aide de leurs frêles monoxyles, mais de navires capables d’affronter la haute mer. Ils étendirent leur piraterie à l’ensemble du nord de la mer Égée, pénétrant même dans les Dardanelles et atteignant l’ile de Marmara,.
Ceci se poursuivit jusqu’à ce que l’empereur, délivré de ses autres soucis, puisse faire marcher son armée contre les Slaves (à partir de ce moment, seuls les Strymonites sont mentionnés nommément) à travers la Thrace. Lemerle s’interroge sur l’absence d’une intervention maritime vu la piraterie à laquelle les Slaves venaient de se livrer, mais conclut que l’empereur voulait sans doute frapper au cœur du problème là où les tribus habitaient. Les Strymonites ayant eu vent des intentions de l’empereur eurent le temps de préparer leur défense, occupant les cols et autres endroits stratégiques, tout en appelant les autres tribus à les rejoindre. Néanmoins, ils furent écrasés par les troupes impériales et durent fuir. Même les emplacements près de Thessalonique durent être abandonnés et leurs occupants s’enfuir vers l’intérieur. Les Thessaloniciens affamés, y compris femmes et enfants, ne manquèrent pas de piller les campements abandonnés à la recherche de nourriture,. L’empereur envoya également un chargement de grain sous forte escorte navale apportant quelque 60 000 mesures de blé pour la ville, marquant ainsi, comme le souligne Lemerle, une capacité renouvelée à intervenir avec force dans les Balkans une fois passé le danger arabe. Par la suite les Slaves demandèrent la tenue de pourparlers de paix, mais leur conclusion ne nous est pas connue.

## Questions de chronologie

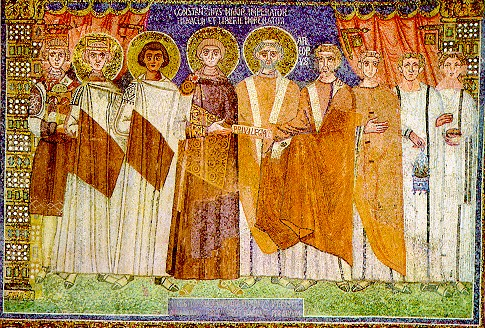
L’empereur Constantin IV et sa suite d’après une mosaïque de Saint-Apollinaire-in-classe, Ravenne.

La mention de la « cinquième indiction » dans les Miracles a soulevé chez les spécialistes contemporains la question de la datation précise de ces évènements. L’indiction correspondait à une période de quinze ans correspondant dans les siècles précédents à une évaluation fiscale permettant de fixer un impôt en nature et révisé, d’abord tous les cinq ans, puis tous les quinze ans. Les années étaient ainsi numérotées de 1 à 15 dans chaque cycle d’indiction; toutefois, les cycles eux-mêmes n’étaient pas numérotés, laissant ainsi place à une certaine confusion. Par exemple, « en la huitième indiction » signifie en fait « en la huitième année de l'indiction en cours », mais ne spécifie pas où elle se place par rapport à la première indiction qui commença le Ier septembre 312.
Certains spécialistes se sont rangés à la suggestion de l’historien autrichien T.L. Tafel du XIXe siècle qui plaçait ces évènements en 634. Toutefois cette année-là l’empereur de l’époque, Héraclius (r. 6120-640), n’était pas à Constantinople et le conflit avec les Arabes n’avait pas commencé. Hélène Antoniades-Bibicou et Halina Evert-Kappesova proposèrent une reconstruction différente, situant l’arrestation de Perboundos en 644, suivie du siège de deux ans de Thessalonique, le grand assaut de la « cinquième indiction » se situant en 647 et la campagne impériale contre les Strymonites en 648/649. Charles Diehl et d’autres ont plutôt identifié cette campagne avec celle de Constant II en 657-658. Henri Grégoire pour sa part met de l’avant la date de 692 pour l’assaut général, mais Arabes et Byzantins étaient en paix dans les années précédentes . Une autre théorie qui a la faveur entre autres de Francis Dvornik et de Konstantin Jireček identifient la campagne de la fin du siège avec l’expédition lancée par Justinien II (r. 685-695; 705-711) en 687/688 alors que l’empereur en personne conduisit ses troupes à travers la Thrace et la Macédoine jusqu’à Thessalonique rétablissant ainsi le lien entre Constantinople et Thessalonique. Ceci placerait le siège dans les années 685-687, mais à nouveau ces années correspondaient à une période de paix entre Byzantins et Arabes,.
La chronologie acceptée de nos jours par la plupart des spécialistes est celle proposée par Paul Lemerle dans son édition critique des Miracles, laquelle s’appuie sur un certain nombre de faits avérés. La longue période qui s’étend entre ce siège et les précédents suggérée par le narratif permet d’exclure les dates les plus précoces; d’après le texte l’empereur régnant durant le siège était le même que celui qui régnait lors de la compilation, ce qui exclut Justinien II puisque son arrivée en personne à Thessalonique n’aurait pas manqué d’être soulignée par le narrateur; les préoccupations de l’empereur en raison de son conflit avec les Arabes empêche de considérer 662 puisque les Arabes étaient en paix avec Byzance en raison de la « Grande Discorde ». Ceci nous laisse 676/677 alors que les Byzantins sous Constantin IV (r. 668-685) devaient faire face à la grande attaque lancée par le califat omeyade en 671/	672 qui culmina lors du siège de Constantinople de 674-678; c’est aussi la seule période d’une « cinquième indiction » qui permet de placer tous les faits décrits par les sources. Telle que reconstruite par Lemerle, la chronologie place la deuxième arrestation et l’exécution de Perboundos au début 676, l’alliance slave débutant le siège à l’été 676 et le grand assaut contre Thessalonique en juillet 677. L’expédition impériale contre les Strymonites et la levée du siège se situeraient alors à l’été 678 avec la destruction de la flotte arabe et la levée de la menace arabe contre Constantinople,. Andreas Stratos, universitaire grec, propose pour sa part une période encore plus longue : l’affaire Perboundos aurait eu lieu en 672-674, son exécution en 674/675 juste avant le début véritable du siège par les Arabes, et aurait été suivie du début des attaques slaves contre Thessalonique en 675. Pour le reste, il suit la chronologie proposée par Lemerle.